# Megszámlálás
A megszámlálás egy egyszerű algoritmus, amely egy véges (nem feltétlenül numerikus) sorozat – vagy számítástechnikai szóhasználattal élve egy tömb – elemei között megszámlálja a T tulajdonsággal rendelkezőket. T egy tetszőleges tulajdonságfüggvényt jelent, egy sorozatbeli elemre nézve lehet igaz vagy hamis.

## Az algoritmus
```
   
DB = 0

   
CIKLUS
 i = 1 
-TŐL
 N 
-IG
 {
           
HA
 T(A[i]){
                    
DB = DB + 1

              }
   }
```

## Lásd még
- Algoritmus